# علي محمد شبلي
علي محمد شبلي (بالبنغالية: আলী মহম্মদ শিবলী)‏ كان ثوريًا بنغاليًا شارك في حركة الاستقلال المناهضة لبريطانيا.

## حياة
وُلِد علي محمد شبلي عام 1879 م في حي توليغنج في كلكتا. اسم والده حافظ محمد حاجي. عمل شبلي من قبل الإمبراطورية البريطانية كمحضر ميكانيكي في سجن عليفور المركزي . بصفته متمردًا ، استغل هذه الفرصة للتواصل مع الأشخاص خارج السجن أيضًا. بعد عدة تحذيرات ، اعتقلته الحكومة. 

## أنظر أيضا
- إمارة البنغال